# موگوچا
شهر موگوچا (به روسی: Могоча) در کشور روسیه و در سرزمین زابایکالسکی واقع شده‌است.